# It's Hard
It's Hard é o décimo álbum de estúdio da banda de rock britânica The Who e o segundo lançado após a morte do baterista Keith Moon. Saiu em 1982, alcançando o décimo primeiro lugar nas paradas britânicas e o oitavo nas paradas de disco pop da Billboard nos Estados Unidos.

## Faixas
LP
1. "Athena" (Townshend) - 3:46
2. "It's Your Turn" (Entwistle) - 3:39
3. "Cooks County" (Townshend) - 3:34
4. "It's Hard" (Townshend) - 3:47
5. "Dangerous" (Entwistle) - 3:15
6. "Eminence Front" (Townshend) - 5:39
7. "I've Known No War" (Townshend) - 5:45
8. "One Life's Enough" (Townshend) - 2:21
9. "One at a Time" (Entwistle) - 2:55
10. "Why'd I Fall for That" (Townshend) - 3:18
11. "A Man Is a Man" (Townshend) - 3:48
12. "Cry If You Want" (Townshend) - 4:35

CD
Remasterizada em CD de 1997 trouxe mais quatro faixas bônus, gravadas ao vivo:
1. "It's Hard" (Townshend) - 4:56 (Gravada no último show da turnê de 1982 do Who em Toronto em 17 de dezembro.)
2. "Eminence Front" (Townshend) - 5:44
3. "Dangerous" (Entwistle) - 3:48
4. "Cry If You Want" (Townshend) - 7:12 (Gravada no mesmo show de "It's Hard", acima)

## Músicos
- Roger Daltrey - Vocais
- Pete Townshend - Guitarra, teclado, sintetizador, Vocais
- John Entwistle - Baixo, trompete, sintetizador, teclado, Vocais
- Kenney Jones - Bateria
- Andy Fairweather-Low - Vocais
- Tim Gorman - teclado

## Equipe de produção
| Críticas profissionais | Críticas profissionais |
| Avaliações da crítica  | Avaliações da crítica  |
| Fonte                  | Avaliação              |
| ---------------------- | ---------------------- |
| allmusic               | link                   |
| Rolling Stone          | link                   |

- Jon Astley - Produtor executivo
- Chris Charlesworth - Produtor executivo
- Bill Curbishley - Produtor executivo
- Richard Evans - Design de capa
- Graham Hughes - Fotografia
- Glyn Johrns - Produtor, engenheiro de áudio
- Robert Rosenberg - Produtor executivo